# آئولیس
آئولیس (به یونانی:Αἰολίς؛ لاتین:Aiolís) منطقه‌ای تاریخی شامل بخش‌هایی از غرب و شمال غرب آسیای صغیر (بیشتر مناطق ساحلی اژه و جزایر نزدیک به ساحل همچون لسبوس) در مناطقی است که دولت-شهرهای آئولی یونان واقع شده‌اند. مرزهای شمالی آئولیس به منطقهٔ میسیا، مرزهای جنوبی آن به ایونیا و مرزهای شرقی آن به لودیه می‌رسید.